# Patologia clínica

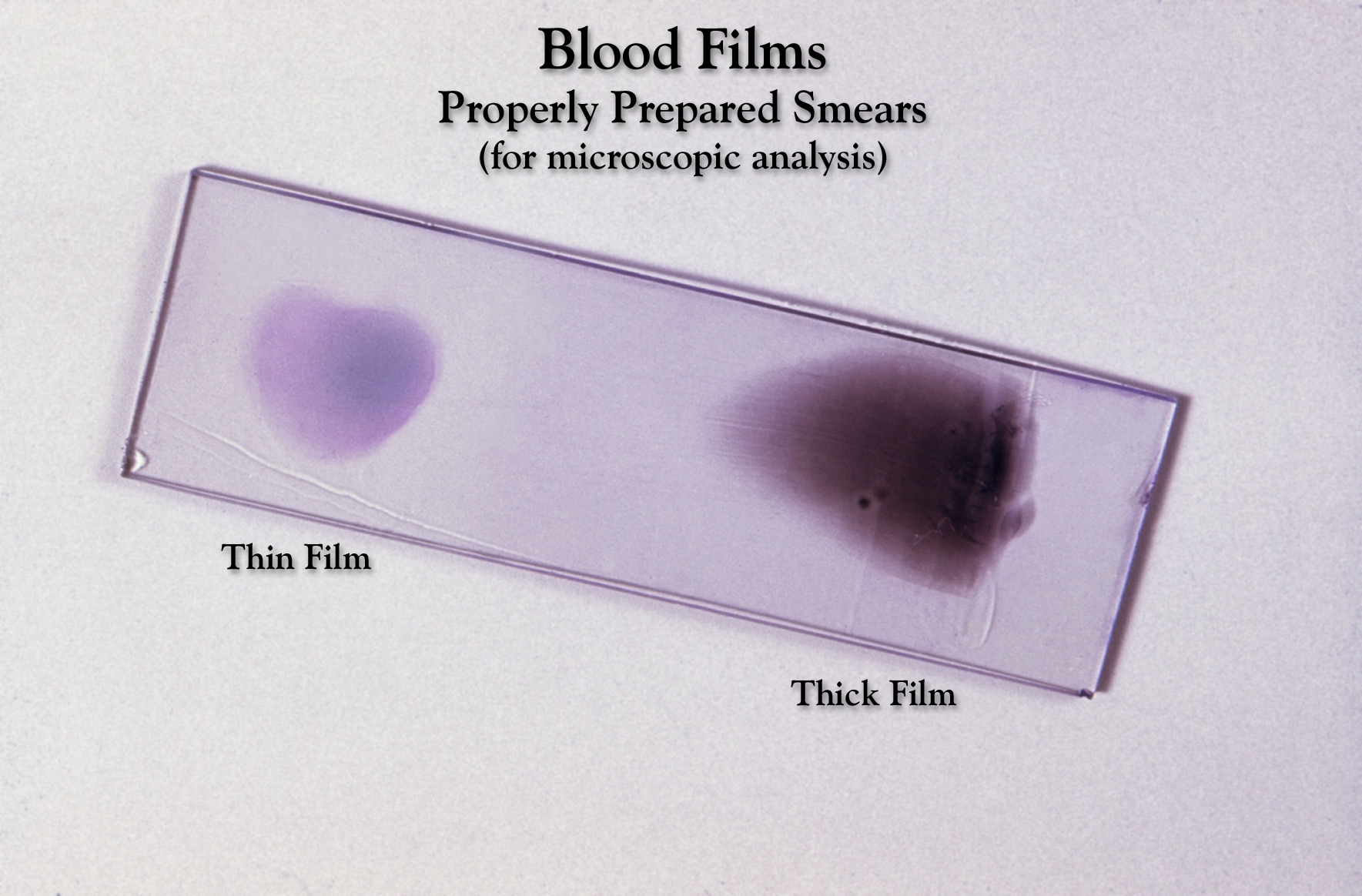
Hematologia: frotis de sang en una placa de vidre, tenyit i preparat per ser examinat sota el microscopi

La patologia clínica és l'especialitat mèdica que estudia el diagnòstic de les malalties basant-se en anàlisis de laboratori de líquids corporals com ara la sang i l'orina, així com teixits, utilitzant tècniques químiques, microbiològiques, hematològiques i de la patologia molecular. Els patòlegs clínics treballen en estreta col·laboració amb els tecnòlegs mèdics, l'administració dels hospitals i els metges de capçalera per assegurar la precisió i un ús òptim de les anàlisis de laboratori.
La patologia clínica és una de les dues grans divisions de la patologia, mentre que l'altra és la patologia anatòmica. Sovint, els patòlegs practiquen tant la patologia anatòmica com la clínica, una combinació que a vegades es coneix com a patologia general. Existeixen especialitats similars en la patologia veterinària.

## Vegeu també

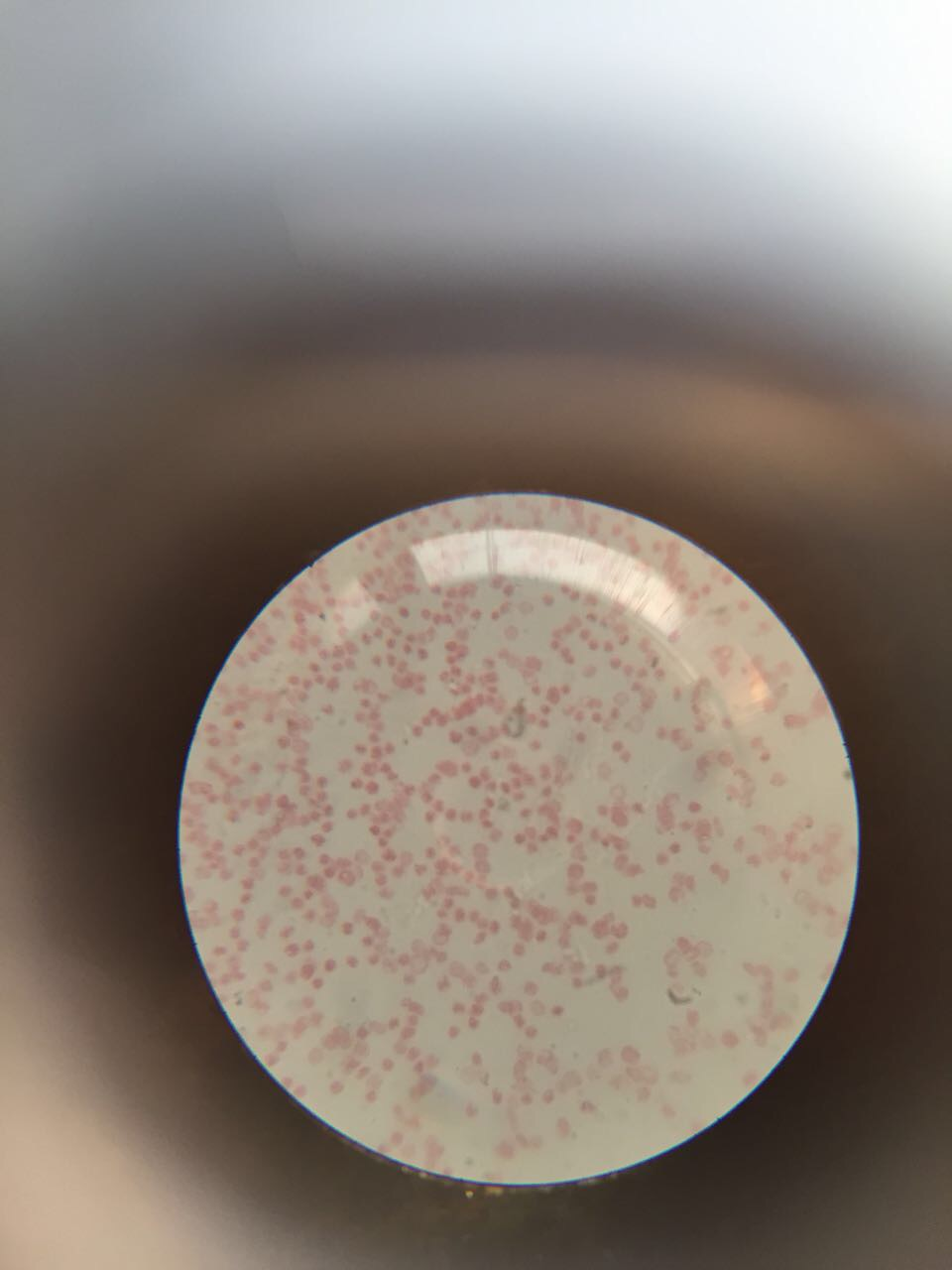
Hematologia: imatge microscòpica d'un frotis de sang normal. a: eritròcits, b: neutròfil, c: eosinòfil, d: limfòcit
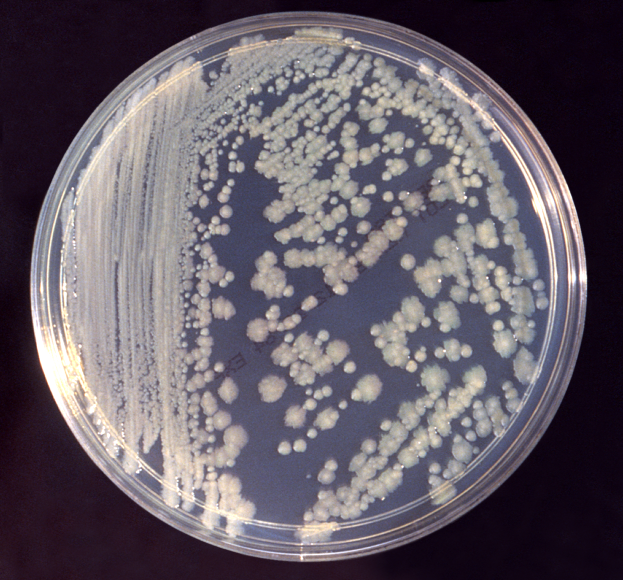
Bacteriologia: placa d'agarosa amb colònies bacterianes
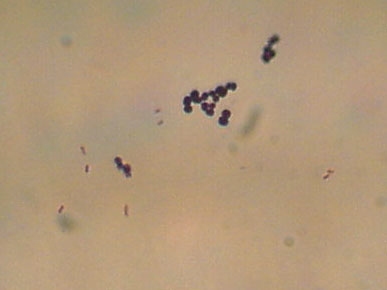
Bacteriologia: imatge microscòpica d'una mescla de dos tipus de bacteri tenyida amb una tinció de Gram
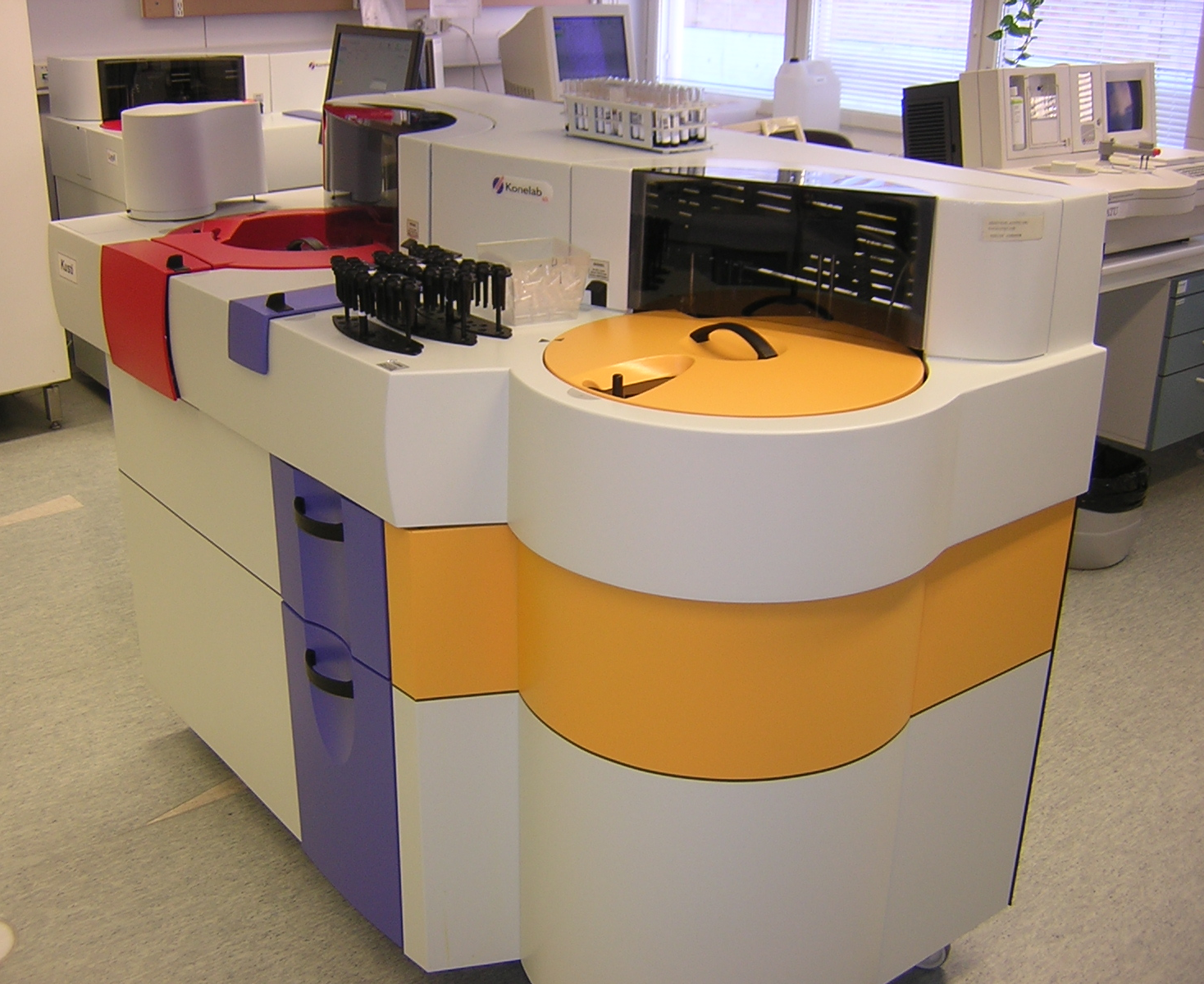
Química clínica: un analitzador automàtic de la química sanguínia
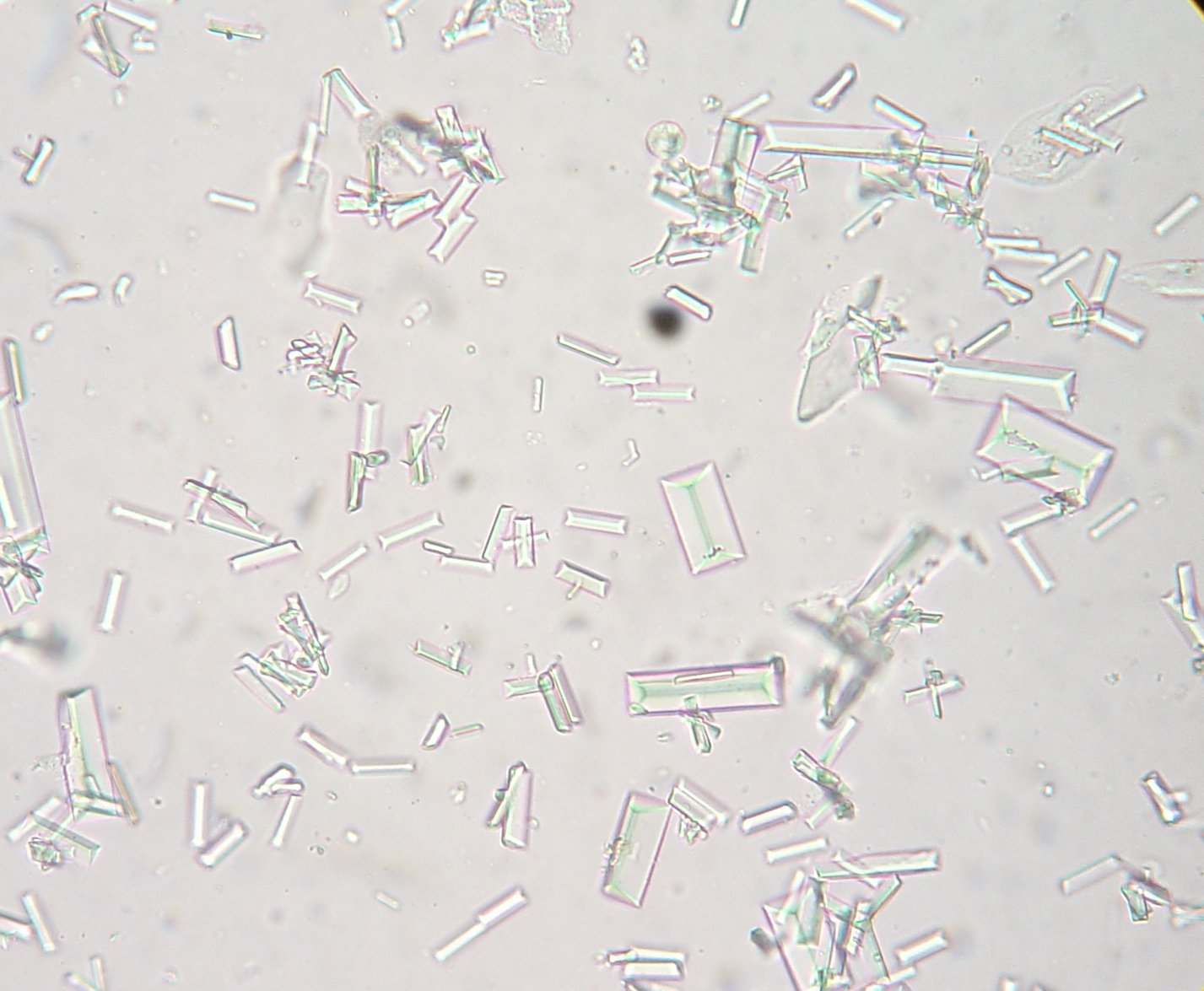
Química clínica: imatge microscòpica de cristalls a l'orina